# 麦島城
麦島城（むぎしまじょう）は、熊本県八代市国郡にあった安土桃山時代から江戸時代の日本の城。2014年（平成26年）3月18日、本城跡と古麓城跡・八代城跡とを併せ、「八代城跡群」の名称で国の史跡に指定された。

## 概要
1588年（天正16年）、肥後に入部した小西行長は、重臣小西行重に命じて球磨川の北岸に新しい八代城を築城させた。この城が現在麦島城跡と呼ばれている城である。なお、当時はまだ前川の開削が行われておらず、麦島城の北側は大きな入江となっており、中世以来の貿易港であり豊臣秀吉の直轄港であった徳淵津が設けられ、海上交通の要所であった。
麦島城は単なる小西氏の支城だけではなく、南蛮貿易の拠点、豊臣政権下における有力城郭として機能したと考えられる。
1600年（慶長5年）関ヶ原の戦いでは城代小西行景が守る宇土城と連携し、来襲した加藤清正の軍と戦ったが、西軍が本戦で敗北したため、キリスト教徒であった城代末郷は城内の者達を救うために麦島城を開城し、本人は薩摩に移った。麦島城は戦後加藤氏の支城となり、1612年（慶長17年）城代加藤正方を派遣して支配した。加藤氏は肥後加藤領における城郭網再編成の一環として麦島城を改修し、規模の拡大を図った。その規模は、近年の本発掘調査によって、本丸東西部分で130m、本丸西側の二ノ丸を含めると東西400m、本丸西側に面する外堀の幅は50mを測る。
その後、大坂夏の陣後の元和の一国一城令に際しても、加藤領は本城・熊本城と支城八代城（現在の麦島城）の二城体制が特別に許された。
1619年（元和5年）、大地震によって城は倒壊したと伝えられている。しかし、麦島城時代に認められた一国二城体制は継続され、1621年（元和8年）に麦島城北側の松江の地に新しい八代城（別名松江城、現在の八代城跡）が竣工した。したがって、麦島城時代に一国二城体制が認められていなければ、現在の八代城跡は存在しなかった可能性がある。

## 麦島城の発掘
平成に入って開発に伴う麦島城跡の本発掘調査が行われ、小西行長時代の本丸石垣、小天守が発掘された。

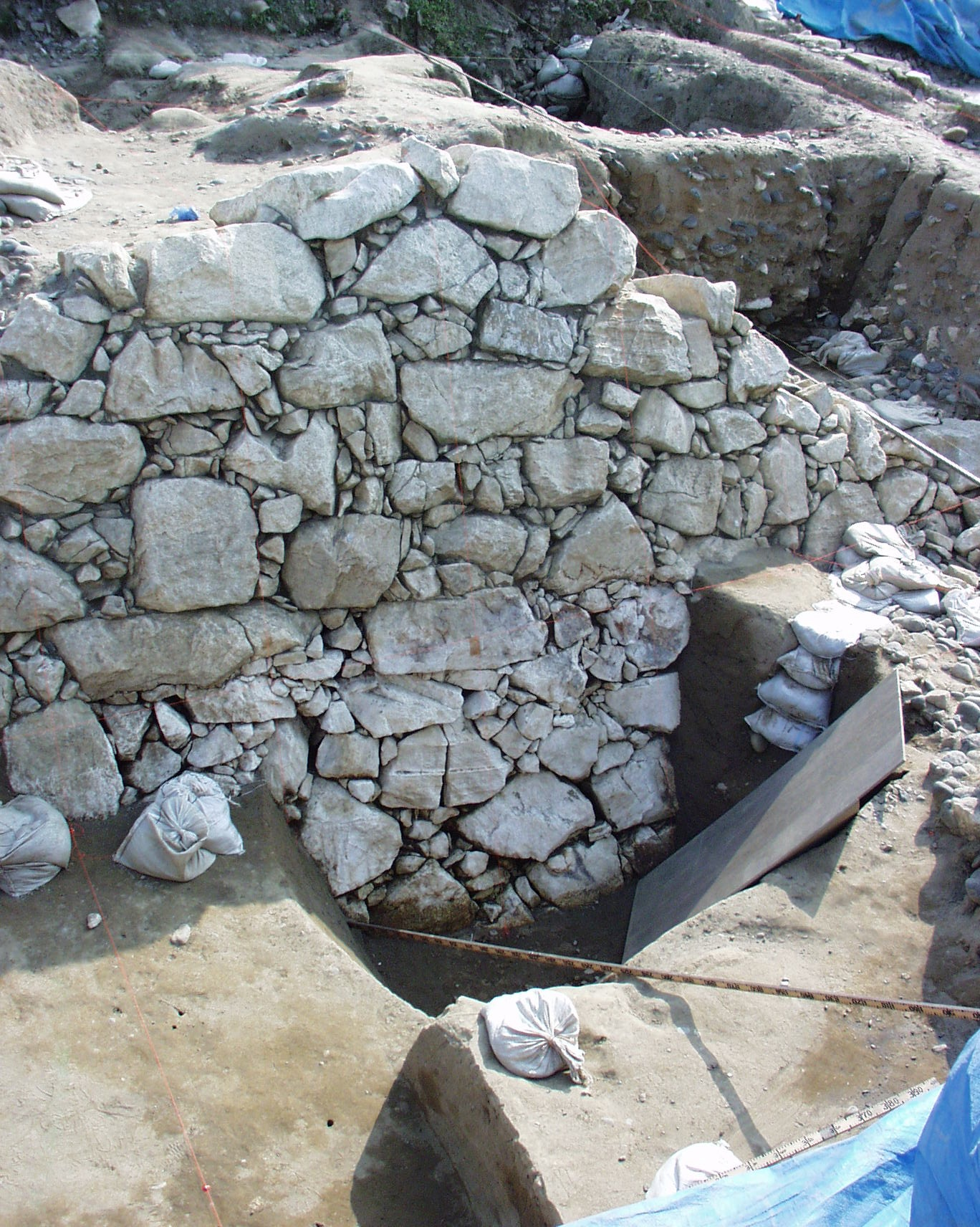
本丸石垣の発掘作業

特に小西時代の小天守においては金箔鯱瓦、文禄・慶長の役の際に「隆慶二年　仲秋造」銘滴水瓦、同じく朝鮮半島から持ち帰ってきた「萬暦十二年」銘滴水瓦などが出土した。近年、立命館大学教授の高正龍と織豊期城郭研究会の山内淳司の調査によって「隆慶二年　仲秋造」銘滴水瓦の同范資料が釜山博物館に収蔵されていることが分かり、釜山の東莱倭城出土資料と同范であることが確認された。これにより、小西行長が文禄の役の際に釜山から滴水瓦と李朝瓦を持ち帰って麦島城で使用したことがあらためて裏付けられた。同時に、琉球を除く日本列島へ滴水瓦がもたらされた契機が文禄の役であることが確認されたとともに、日本にもたらされた滴水瓦が元来使用されていた場所も特定し得ることが証明された。
先の高正龍と山内淳司の調査において、長崎県対馬市の金石城跡で見つかった滴水瓦も文禄の役の際に釜山から持ち帰ったものであったことが確認された。

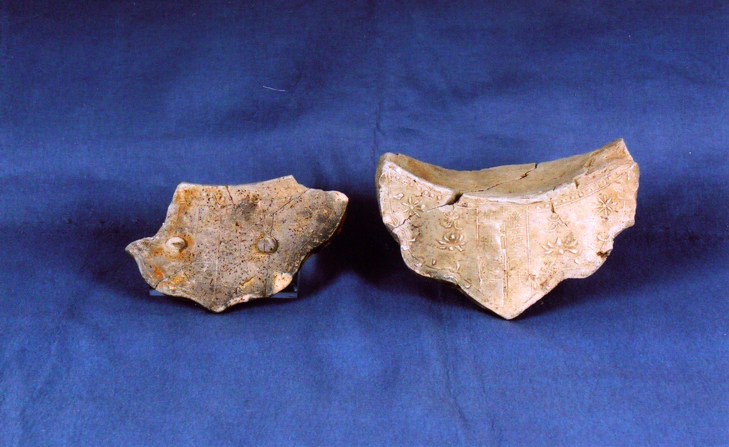
「隆慶二年　仲秋造」銘滴水瓦（右）と「萬暦十二年」銘滴水瓦（左）

なお、加藤時代の本丸石垣等も出土したが、八代城（松江城跡、現在の八代城跡）築城に際して、大半の石材が持ち出されていた。
また、二ノ丸東側に面する外堀から地震で倒壊したと考えられている平櫓の部材が組まれた状態で出土した。これは、日本考古学史上において奈良県桜井市の山田寺跡東回廊の一部が出土したとき以来の例である。麦島城跡で見つかった平櫓には突上戸や鉄砲狭間などが残されており、壁は鉄砲の弾の貫通をふせぐため、竹小舞の中に丸礫や瓦片が詰められていた。

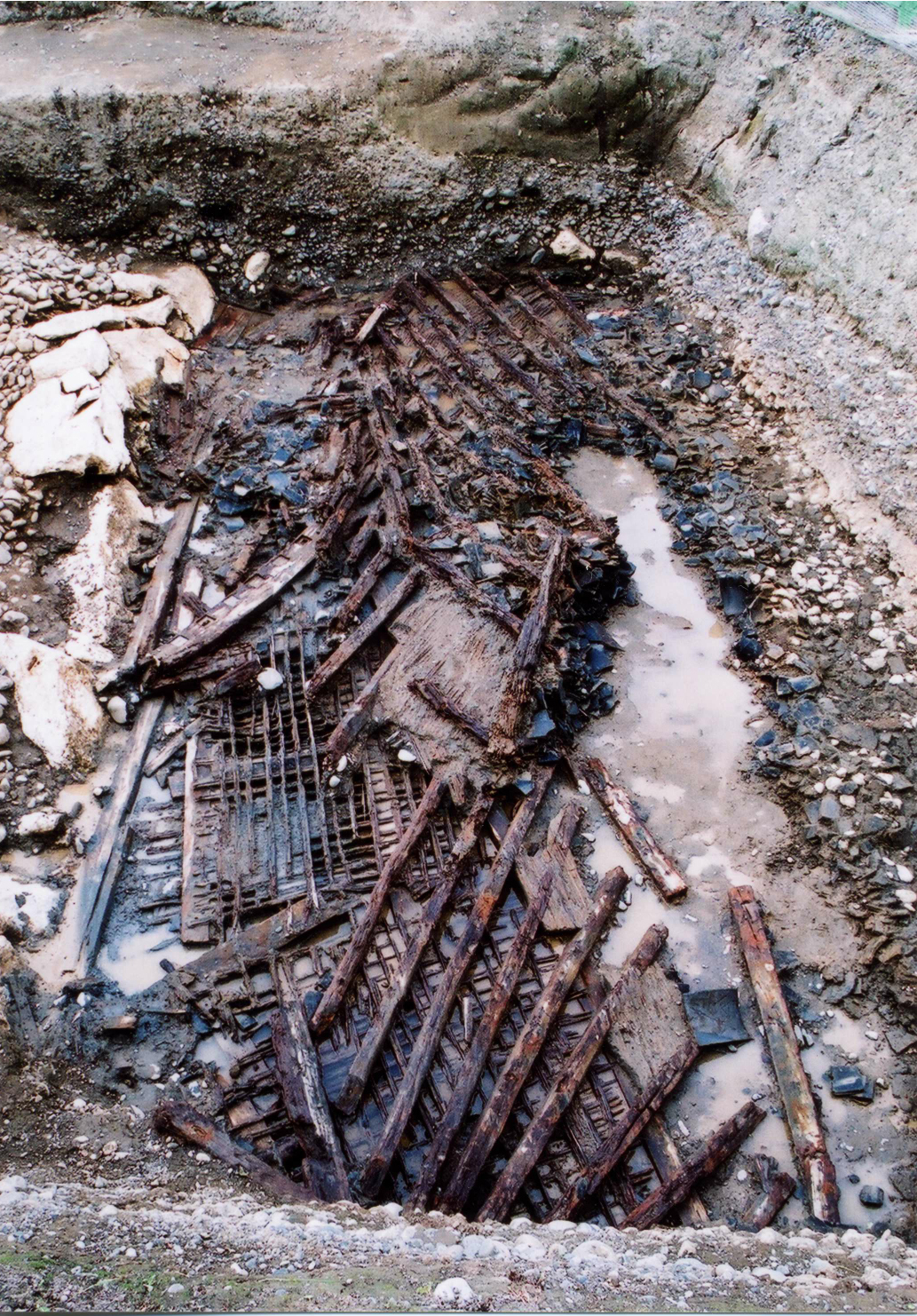
見つかった建築部材

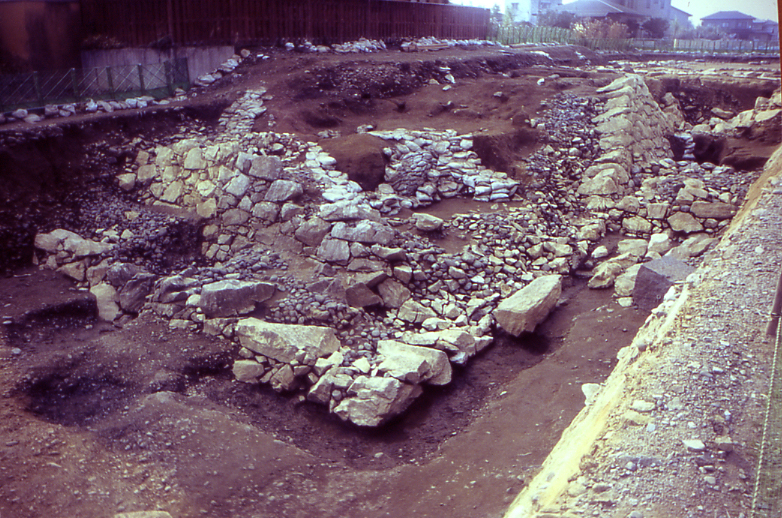
本丸東隅の石垣
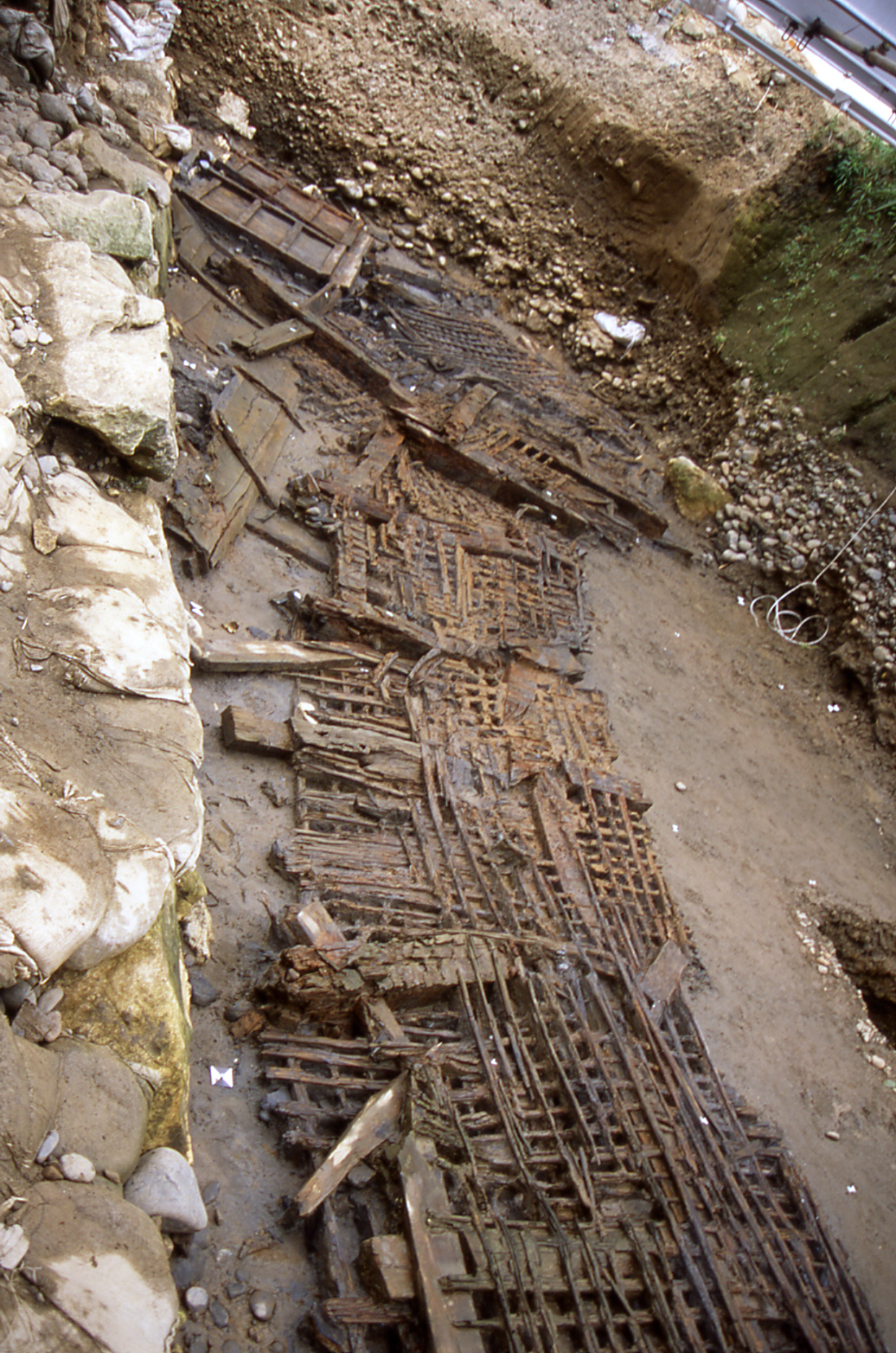
櫓壁の出土状況
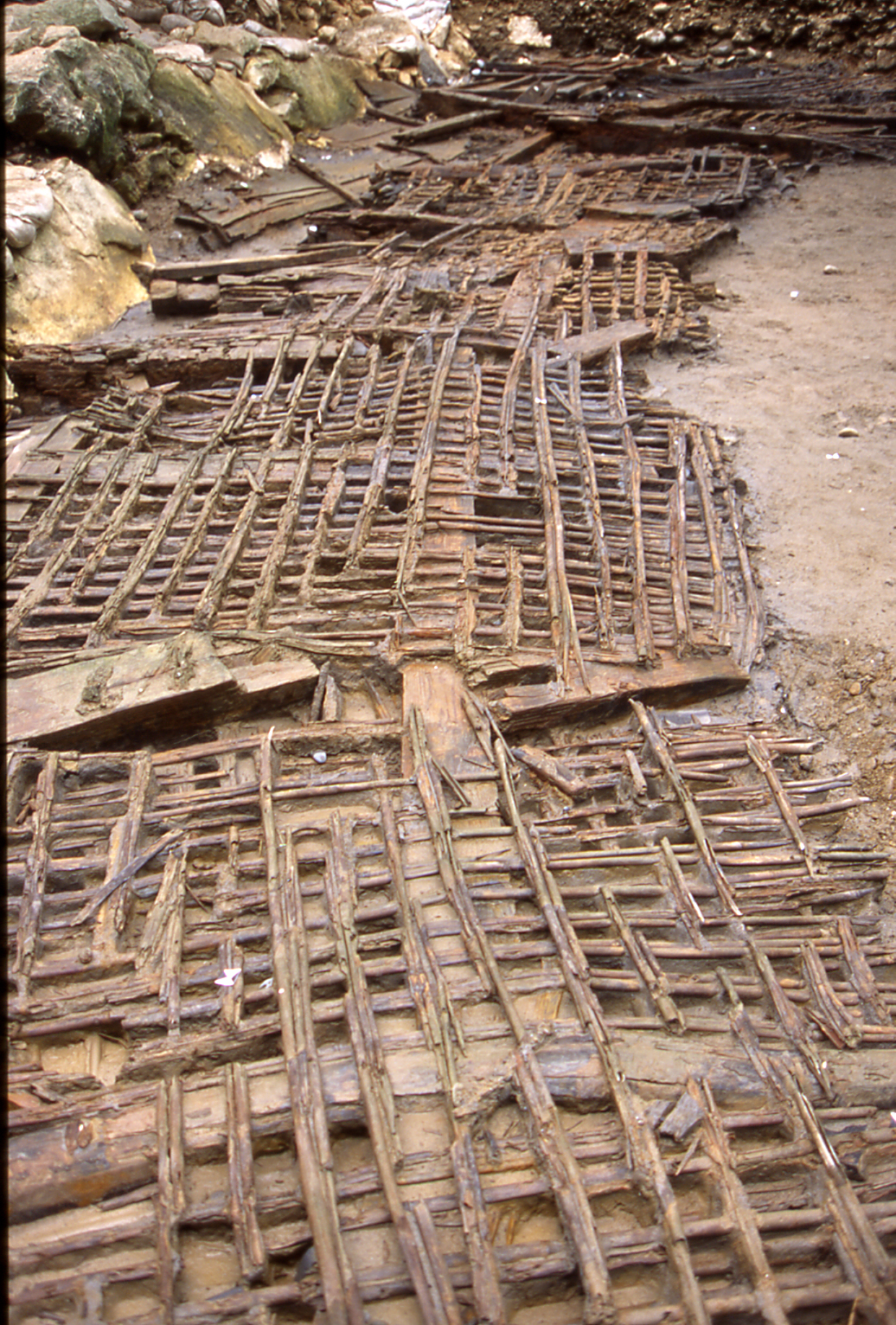
倒れた櫓の壁

## 現在の麦島城
麦島城は廃城後に破却、埋められたので、城跡を確認することはできない。特に昭和40年代以降、城跡は市街地化が進み、地表面観察で直接城跡の遺構を確認することはできない。しかし、城跡を丹念に散策すると地形の高低差や従前からの道路位置などから、城跡の範囲をおおまかに把握することは可能である。
天守台跡は麦島地区で最も標高が高いので容易に場所を確認することができるが、天守台の石垣や天守の礎石などを見ることはできない。麦島城の発掘を契機に城跡を訪れる見学者が増えたため、2008年頃から見学者の便宜を図るために天守台跡の整備が行われるようになり、城外から石灰石を持ち込んで城跡の雰囲気を演出するようになった。現在、天守台跡で散見される石材は、いずれも麦島城の天守台石垣とは関係のないものである。他に、麦島城の概要を説明するために、写真付きの説明板が設置された。
また、八代市シルバーワークプラザ古城館の1階ロビーでは、建設工事前に見つかった石垣を見学することができる（平日のみ、祝祭日は休館）。

## 麦島城の資料

### 麦島城について記された図書
- 『八代市史』第3巻　八代市教育委員会、蓑田田鶴男　1972
- 『城の見方・歩き方』別冊歴史読本 597　新人物往来社、2002
- 『よみがえる日本の城12　熊本城　八代城　人吉城　麦島城　他』　学習研究社、2003
- 「肥後の中世城」『熊本歴史叢書３　中世 乱世を駆けた武士たち』 熊日出版、大田幸博　2003
- 『新宇土市史』「通史編第二巻中世・近世」宇土市、　2004
- 『新宇土市史』「資料編第三巻古代・中世・近世」宇土市、2004
- 『中世・戦国・江戸の城』新人物往来社、2004
- 『福岡城天守と金箔鯱瓦・南三階櫓』梓書院　萩野忠行、2005
- 『信長の城・秀吉の城』滋賀県立安土城考古博物館・サンライズ出版、　2007
- 『定本　熊本城』富田紘一編　郷土出版社　2008
- 『歴史読本2008年5月号　織田・豊臣の城を歩く』新人物往来社、　2008
- 『近世瓦の研究』同成社、山崎信二　2008
- 『小西行長ー「抹殺」されたキリシタン大名の実像ー資料で読む戦国史』八木書店、鳥津亮二、　2010

### 麦島城に関する研究・論文・パネル発表・口頭発表等
- 『熊本県の中世城跡』熊本県文化財調査報告第30集　熊本県教育委員会　1978
- 「小西行長、文禄慶長の役関係日表」『宇土市史研究』14号 宇土市史研究会・宇土市教育委員会、鶴田倉造　1993
- 『城郭の縄張り構造と大名権力』 九州大学出版会、木島孝之　2001
- 「麦島城跡」『月刊 考古学ジャーナル』10月増大号　ニュー・サイエンス社、山内淳司　2002
- 「麦島城跡出土の瓦について」『織豊城郭』第9号 織豊期城郭研究会、山内淳司　2002
- 「麦島城跡発掘調査概要」『平成14年度九州考古学会発表資料集』、山内淳司　2002
- 「熊本県八代市麦島城跡の調査と歴史的意義」『日本歴史』4月号　吉川弘文館、山内淳司　2003
- 「麦島城の発掘調査−九州における初期織豊系城郭の構造−」『日本考古学協会2003年度滋賀大会研究発表要旨集』、山内淳司　2003
- 「九州における織豊系城郭研究10年の現状と課題」『織豊城郭』第10号　織豊期城郭研究会、宮武正登　2003
- 「麦島城の出土建築部材について : 近世初期城郭建築に関する研究」『日本建築学会研究報告』、原田聰明・北野隆　2003
- 「肥後における織豊系城郭研究の課題-近年の城跡調査と麦島城の調査から-」『熊本史学』83・84号、山内淳司　2004
- 「麦島城跡出土建築部材の調査」『平成16年度九州考古学会発表資料集』、山内淳司　2004
- 「軒瓦に現れた文字-朝鮮時代銘文瓦の系譜-」『古代文化』第56巻第11号　財団法人　古代學協會、高正龍　2004
- 「織豊城郭における李朝瓦の移入と展開−佐敷城跡出土のいわゆる李朝系瓦を中心として−」佐敷城跡』芦北町文化財調査報告第2集、美濃口紀子　2005
- 「麦島城の格子窓について : 近世初期城郭建築に関する研究(その2)」『日本建築学会研究報告』、原田聰明・北野隆　2005
- 「麦島城の狭間について : 近世初期城郭建築に関する研究(その3)」『日本建築学会研究報告』、原田聰明・北野隆　2005
- 「麦島城跡出土の建物軸組みについて : 近世初期城郭建築に関する研究(その4)」『日本建築学会研究報告』、原田聰明・ 北野隆　2006
- 「出土建築部材による麦島城櫓の復元について : 近世初期城郭建築に関する研究 (その5)」『日本建築学会研究報告』、原田聰明・北野隆　2006
- 『古麓城跡・麦島城跡・八代城跡』八代市文化財調査報告書第29集（山内淳司編・八代市教育委員会）　2006
- 『麦島城跡−都市計画道路建設に伴う発掘調査−』八代市文化財調査報告書第30集（山内淳司編・八代市教育委員会）　2006
- 「滴水瓦編年に関する一考察−麦島城跡出土滴水瓦を中心に−」（『麦島城跡−都市計画道路建設に伴う発掘調査−』に掲載）山内淳司　2006
- 「城郭の改修、移転と廃城・破却−肥後麦島城跡の調査を中心に−」『織豊城郭』第11号　織豊期城郭研究会、山内淳司　2007
- 「麦島城建築部材の放射性炭素年代測定について」『日本文化財科学会第25回大会要旨』、中尾七重・今村峯雄　2008
- 「中世八代城・織豊期八代城・近世八代城について－発掘調査を中心に」熊本中世史研究会、山内淳司　2008
- 『近世瓦の研究』同成社、山崎信二　2008
- 「織豊期八代城（麦島城）の縄張について」熊本近世史の会、山内淳司　2009
- 「肥後南部における小西系城郭の構造ー麦島城を素材としてー」『肥後考古学会80周年記念大会』肥後考古学会、山内淳司　2010
- 「麦島城の発掘ー小西行長の城を掘る！！」『シリーズ再検証・小西行長』宇土市教育委員会、山内淳司　2010